# Ally McBeal
Ally McBeal je nagrađivana američka TV serija, koja se emitirala na postaji Fox od 8. rujna 1997. do 20. svibnja 2002. godine. Autor serije je David E. Kelley, koji je također služio kao izvršni producent, uz pomoć Billa D'Ellia. Glavnu ulogu mlade odvjetnice zaposlene u fiktivnom bostonskom uredu "Cage, Fish & Associates" tumačila je Calista Flockhart. Serija prati i živote ostalih odvjetnika čiji su životi i ljubavi ekscentrični, komični i dramatični. 

## Pregled

### Premisa
Serija ne obrađuje pravo niti joj je temelj njegovo prakticiranje. Procesi samo služe da na smiješan način dočaraju živote mladih odvjetnika. Na humorističan način, serija prati dogodovštine 28-godišnje odvjetnice, ujedno i glavne junakinje Ally McBeal. Netom izašla iz Harvarda, dobila je posao u odvjetničkoj tvrtki, no nakon nekog vremena, šef ju pokuša napastvovati. 
Nakon što višim partnerima obrazloži zlostavljanje, dobije otkaz. Nesretna i uvrijeđena hoda ulicama Bostona, te naleti na starog prijatelja iz harvardskih dana, Richarda Fisha. On joj ponudi posao u svojoj odvjetničkoj tvrtki "Cage, Fish i suradnici". Poznavajući Richardovo (ne)znanje, Ally se dvoumi, te nevoljko pristaje jer joj je posao potreban. No, pravo je iznenađenje čeka u samoj tvrtki kad shvati tko su joj suradnici. Billy Alan Thomas, Allyina ljubav iz tinejdžerskih dana i njegova žena Georgia Thomas, odvjetnici su u tvrtki, zajedno s Johnom Cageom, Richardovim poslovnim partnerom. Cijeloj grupi pripada vrckava i domišljata tajnica Elaine Vassall.

### Uspjeh i ukidanje
Serija je bila na vrhuncu gledanosti u prve dvije sezone. U trećoj sezoni, scenaristi su dovodili ekscentričnije likove s uvrnutijim slučajevima, što je dovelo do pada gledanosti i nezadovoljstva glumaca, te su seriju napustili Gil Bellows i Courtney Thorne-Smith. U 4. sezoni, glumačkoj ekipi pridružuje se Robert Downey Jr. kao Allyin novi, ljubavni partner, odvjetnik Larry Paul. No, zbog Downeyevih problema s drogom i zakonom, Davidu E. Kelleyu je prekipjelo, te je Downey dobio otkaz. Lisa Nicole Carson, Allyina cimerica-odvjetnica Renee, također je napustila seriju krajem 4. sezone kako bi se prijavila na psihijatrijsko liječenje.
Bez Downeya, peta sezona je tonula po gledanosti više nego ikad; uvođenje Jon Bon Jovija u seriju i Hayden Panettiere kao Allyinu kćer Maddie nije pomoglo gledanosti. Ling Woo, lik Lucy Liu, počela se sve manje pojavljivati, a glumac James LeGros je napustio seriju. James Marsden i Julianne Nicholson su se pridružili glumačkoj ekipi, no nakon samo nekoliko epizoda, otpušteni su. Fox je otkazao seriju nakon što je 5. sezona "potonula" u gledanosti kada su se mnogi glavni likovi prestali pojavljivati bez objašnjenja (što je slučaj i s prijašnjim David E. Kelleyevim serijama "Školske tajne", "Pravda za sve" i "Chicago Hope").

### Pregled serije
| Sezona | Sezona | Epizoda | Originalno emitiranje | Originalno emitiranje | DVD izdanje (regija 2) | DVD izdanje (regija 2) |
| Sezona | Sezona | Epizoda | Premijera sezone      | Kraj sezone           | DVD izdanje (regija 2) | DVD izdanje (regija 2) |
| ------ | ------ | ------- | --------------------- | --------------------- | ---------------------- | ---------------------- |
|        | 1      | 23      | 8. rujna 1997.        | 18. svibnja 1998.     | 7. listopada 2002.     |                        |
|        | 2      | 23      | 14. rujna 1998.       | 24. svibnja 1999.     | 7. listopada 2002.     |                        |
|        | 3      | 21      | 25. listopada 1999.   | 22. svibnja 2000.     | 7. listopada 2002.     |                        |
|        | 4      | 23      | 12. listopada 2000.   | 21. svibnja 2001.     | 10. veljače 2003.      |                        |
|        | 5      | 22      | 29. listopada 2001.   | 20. svibnja 2002.     | 10. veljače 2003.      |                        |

## Glumačka postava
| Glumac/glumica        | Lik               | Sezona u seriji   |
| --------------------- | ----------------- | ----------------- |
| Calista Flockhart     | Ally McBeal       | 1-5               |
| Greg Germann          | Richard Fish      | 1-5               |
| Jane Krakowski        | Elaine Vassall    | 1-5               |
| Peter MacNicol        | John Cage         | 1-5               |
| Vonda Shepard         | Vonda             | 1-5               |
| Portia de Rossi       | Nelle Porter      | 2-5               |
| Lucy Liu              | Ling Woo          | 2-5               |
| Lisa Nicole Carson    | Renee Raddick     | 1-4; gost u 5.    |
| Gil Bellows           | Billy Alan Thomas | 1-3; gost u 4.,5. |
| Courtney Thorne-Smith | Georgia Thomas    | 1-3; gost u 4,5.  |
| Robert Downey Jr.     | Larry Paul        | 4                 |
| James LeGros          | Mark Albert       | 4; gost u 3.      |
| Hayden Panettiere     | Maddie Harrington | 5                 |
| Regina Hall           | Corretta Lipp     | 5; gost u 4.      |
| Josh Hopkins          | Raymond Millbury  | 5                 |
| Julianne Nicholson    | Jenny Shaw        | 5                 |
| James Marsden         | Glenn Foy         | 5                 |

## Nagrade i nominacije

### Osvojene nagrade
Nagrade Emmy:
- Najbolja humoristična serija (1999.)
- Najbolji sporedni glumac u humorističnoj seriji - Peter MacNicol (2001.)

Nagrade Zlatni Globus:
- Najbolja TV serija/komedija/mjuzikl (1998. – 1999.)
- Najbolja glumica u TV seriji/komediji/mjuziklu - Calista Flockhart (1998.)
- Najbolji sporedni glumac u TV seriji - Robert Downey Jr. (2001.)

Nagrade Screen Actors:
- Najbolje sudjelovanje u humorističnoj seriji (1999.)
- Najbolji glumac u humorističnoj seriji - Robert Downey Jr. (2001.)

### Nominacije
Nagrade Emmy:
- Najbolja humoristična serija (1998.)
- Najbolja glavna glumica u humorističnoj seriji - Calista Flockhart (1998. – 1999., 2001.)
- Najbolji sporedni glumac u humorističnoj seriji - Peter MacNicol (1999. – 2000.)
- Najbolji sporedni glumac u humorističnoj seriji - Robert Downey Jr. (2001.)
- Najbolja sporedna glumica u humorističnoj seriji - Lucy Liu (1999.)
- Najbolja gostujuća glumica u humorističnoj seriji - Bernadette Peters (2001.)

Nagrade Zlatni Globus:
- Najbolja TV serija/komedija/mjuzikl (2000. – 2002.)
- Najbolja glumica u TV seriji/komediji/mjuziklu - Calista Flockhart
- Najbolja sporedna glumica u seriji - Jane Krakowski (1999.)

Nagrade Screen Actors:
- Najbolje sudjelovanje u humorističnoj seriji (1998., 2000. – 2001.)
- Najbolja glumica u TV seriji - Calista Flockhart (1998. – 2001.)
- Najbolja glumica u TV seriji - Lucy Liu (2000.)
- Najbolji glumac u TV seriji - Peter MacNicol (1999. – 2001.)

## Gledanost u SAD
| Sezona | Sezona        | Gledanost     | TV kuća | Mjesto po gledanosti                                                          |
| ------ | ------------- | ------------- | ------- | ----------------------------------------------------------------------------- |
| 1      | 1997. – 1998. | 11.4 milijuna | FOX     | #59 Arhivirana inačica izvorne stranice od 24. rujna 2010. (Wayback Machine)  |
| 2      | 1998. – 1999. | 13.8 milijuna | FOX     | #20                                                                           |
| 3      | 1999. – 2000. | 12.4 milijuna | FOX     | #35                                                                           |
| 4      | 2000. – 2001. | 12.0 milijuna | FOX     | #40 Arhivirana inačica izvorne stranice od 18. srpnja 2012. (Wayback Machine) |
| 5      | 2001. – 2002. | 9.4 milijuna  | FOX     | #65                                                                           |

## Vanjske poveznice
- Stranica na TV.com  Arhivirana inačica izvorne stranice od 1. listopada 2009. (Wayback Machine)
- Uvodna špica prve sezone